# Хризостом (Муниз Фрейре)
Архиепископ Хризостом (порт. Arcebispo Chrisóstomo, в миру Луис Фелипе Муниз Фрейре, порт. Luiz Felipe Muniz Freire) — епископ Польской православной церкви, архиепископ Рио-де-Жанейрский и Олинда-Ресифский.

## Биография
Родился в Бразилии. В 1980-е годы принадлежал к группе людей, ищущих подлинной религиозной традиции. Поиски привели их к Православной Церкви Португалии, имеющей преемство от греческих старостильников. Поскольку на тот момент в Бразилии не имели широкого распространения Поместные православные церкви, решено было создать Бразильскую православную миссию, для которой в День Святой Троицы 1986 года несколько португальцев были рукоположены в священный сан. В числе них был и Филипе, поставленный в иподиакона.
В феврале 1987 года был рукоположён в сан священника предстоятелем Православной Церкви Португалии митрополитом Гавриила (де Роша).
В 1990 году вместе с духовенством Православной Церкви Португалии был принят в сущем сане в Польскую Православную Церковь.
В 1991 году на заседании Священного Синода Польской Православной Церкви, проходившего в Грабарковском монастыре во время празднования Преображения Господня, был избран епископом для окормления Бразилии.
В конце 1991 года, будучи в сане архимандрита, прибыл в Польшу в составе делегации Португальской Церкви.
15 декабря 1991 года в кафедральном соборе Марии Магдалины в Варшаве, в присутствии епископа Лодзинского Симона (Романчука) была совершена его епископская хиротония.
Во второй половине 1992 года в Бразилии была учреждена отдельная Рио-де-Жанейрская и Олинда-Ресифская епархия, правящим архиереем которой был определён епископ Хризостом. На 2000 год носил достоинство архиепископа.
В 2001 году большинство архиереев и приходов Португальской Церкви вышли из состава Польской Церкви и вновь уклонились в состояние раскола и изоляции, однако архиепископ Хризостом и его викарий Амвросий (Кубас) и часть их паствы остались в ведении Польской Церкви.
Архиепископ Христостом и епископ Амвросий не были приглашены на первое заседание I Ассамблеи канонических епископов Южной Америки, состоявшейся в апреле 2010 года, вследствие отсутствия у Мексиканской митрополии Константинопольского Патриархата, организовавшая данную встречу, достоверных сведений о Польской юрисдикции в регионе.
2-4 ноября 2011 года в Буэнос-Айресе принял участие во Второй Ассамблее канонических епископов Южной Америки, на которой архиепископ Хризостом был назначен председателем комиссии по вопросам перевода литургии.
9 ноября 2011 года встретился с митрополитом Платоном (Удовенко). Между иерархами состоялся детальный разговор о каноничности епархии Польской Церкви в Рио-де-Жанейро. Узнав, что архиерейская хиротония архиепископа Хризостома совершалась в период, когда Португальская митрополия входила в состав Польской церкви по благословению Синода и с участием архиепископа Симона (Романчук), митрополит Платон пригласил архиепископа Хризостома сослужить в воскресенье. На память о встрече митрополит Платон поднёс архиепископу Хризостому русскую панагию.